# Bernd Bauchspieß
Bernd Bauchspieß (* 10. Oktober 1939 in Zeitz; † 22. Oktober 2024) war ein deutscher Fußballspieler und Orthopäde.

## Sportliche Laufbahn

### Gemeinschafts- und Clubstationen
Bernd Bauchspieß begann 1950 mit elf Jahren bei der BSG Chemie Zeitz mit dem Fußballspiel. Nach dem Aufstieg der Zeitzer in die DDR-Oberliga gab er am 8. März 1959 im Spiel gegen den SC Lok Leipzig sein Debüt in der höchsten Spielklasse der DDR (1:2) und wurde mit 18 Treffern prompt Torschützenkönig. In der folgenden Spielzeit verteidigte er diesen Titel mit 25 Treffern, die jedoch den Abstieg der Zeitzer nach nur zwei Spielzeiten nicht verhindern konnten. Nach dem Abstieg wechselte er zum Oberligisten SC Dynamo Berlin, spielte dort jedoch nur in der Frühjahrsrunde der Saison 1961/62. Im Sommer 1961 begann er ein Medizinstudium in Leipzig und wollte sich dort dem Oberligakonkurrenten Lok Leipzig anschließen. Dazu bekam er vom Fußballverband jedoch keine Freigabe, durfte aber zu seiner früheren Gemeinschaft Chemie Zeitz in die zweitklassige I. DDR-Liga wechseln.
Erst mit Beginn der Spielzeit 1963/64 konnte Bauchspieß den Wechsel zur neu gegründeten BSG Chemie Leipzig zurück in die Oberliga vollziehen. Obwohl die Mannschaft das Sammelbecken der Spieler war, die nicht vom neuen Leipziger Fußballschwerpunkt SC Leipzig übernommen worden waren, erlebte Bauchspieß bei Chemie in den nächsten zehn Jahren die Höhepunkte seiner Karriere. Mit seinen zahlreichen Toren sorgte nicht zuletzt der „Spießer“ genannte Stürmer mit für die Glanzzeit von Chemie in den 1960er-Jahren. Er war maßgeblich an der legendären Meisterschaft im Jahr 1964 beteiligt. 1965 wurde Bauchspieß mit 14 Treffern zum dritten Mal Torschützenkönig der DDR-Oberliga. Insgesamt traf Bauchspieß 120-mal in 264 DDR-Oberligaspielen. Er gilt als der bekannteste Chemiker und ebenso als bester Spieler aller Zeiten der Grün-Weißen aus Leutzsch.

### Auswahleinsätze
Ende der 1950er-Jahre gehörte Bauchspieß zum Aufgebot des DDR-U-18-Teams und traf in acht Begegnungen dreimal. Mit der Mannschaft weilte er 1958 beim UEFA-Juniorenturnier, der inoffiziellen Europameisterschaft dieser Altersklasse, in Luxemburg, Frankreich und der Bundesrepublik. Die DDR schaffte mit einem Sieg und zwei Niederlagen nicht den Sprung ins Halbfinale.
In der DDR-A-Nationalelf kam Bauchspieß mit 19 Jahren, zehn Monaten und 27 Tagen zu seinem Länderspieldebüt in Helsinki gegen Finnland. Ein Tor gelang ihm bei der 2:3-Niederlage am 6. September 1959 jedoch nicht, und weitere Einsätze blieben ihm versagt.
Er bestritt mit der Nachwuchsnationalmannschaft in den Jahren 1959 und 1960 acht Länderspiele mit zwei Torerfolgen. In der B-Auswahl erzielte er von 1959 bis 1965 in drei Partien einen Treffer. 1964 gehörte er zum Aufgebot der ostdeutschen Olympiaauswahl. Im olympischen Fußballturnier in Tokio wurde er in drei Spielen eingesetzt und schoss ein Tor beim 4:0-Sieg über Iran. Im Halbfinale und im kleinen Finale, in dem die DDR die Bronzemedaille gewann, wurde er jedoch nicht aufgeboten.

### Statistik

#### Laufbahnchronik
| Saison für Saison | Saison für Saison  | Saison für Saison | Saison für Saison |
| Saison            | Mannschaft         | Liga              | Punktspiele/Tore  |
| ----------------- | ------------------ | ----------------- | ----------------- |
| 1957              | BSG Chemie Zeitz   | I. Liga           | 4/-               |
| 1958              | BSG Chemie Zeitz   | I. Liga           | 21/18             |
| 1959              | BSG Chemie Zeitz   | Oberliga          | 26/18             |
| 1960              | BSG Chemie Zeitz   | Oberliga          | 25/25             |
| 1961/62           | SC Dynamo Berlin   | Oberliga          | 5/3               |
| 1961/62           | BSG Chemie Zeitz   | I. Liga           | 14/8              |
| 1962/63           | BSG Chemie Zeitz   | I. Liga           | 21/7              |
| 1963/64           | BSG Chemie Leipzig | Oberliga          | 21/13             |
| 1964/65           | BSG Chemie Leipzig | Oberliga          | 23/14             |
| 1965/66           | BSG Chemie Leipzig | Oberliga          | 23/12             |
| 1966/67           | BSG Chemie Leipzig | Oberliga          | 26/14             |
| 1967/68           | BSG Chemie Leipzig | Oberliga          | 25/9              |
| 1968/69           | BSG Chemie Leipzig | Oberliga          | 26/7              |
| 1969/70           | BSG Chemie Leipzig | Oberliga          | 13/2              |
| 1970/71           | BSG Chemie Leipzig | Oberliga          | 26/3              |
| 1971/72           | BSG Chemie Leipzig | Liga              | 20/-              |
| 1972/73           | BSG Chemie Leipzig | Oberliga          | 25/-              |

#### Gesamtüberblick
| - Oberliga total: 264 Punktspiele, 120 Tore - Oberliga – BSG Chemie Zeitz: 51 Punktspiele, 43 Tore - Oberliga – SC Dynamo Berlin: 5 Punktspiele, 3 Tore - Oberliga – BSG Chemie Leipzig: 208 Punktspiele, 74 Tore - 1. Liga/Liga total: 80 Punktspiele, 33 Tore - 1. Liga – BSG Chemie Zeitz: 60 Punktspiele, 33 Tore - Liga – BSG Chemie Leipzig: 20 Punktspiele |

### Erfolge
- DDR-Meister: 1963/64
- FDGB-Pokalsieger: 1965/66

## Berufliche Laufbahn
Das während seiner Karriere begonnene Medizinstudium schloss Bauchspieß 1969 mit der Promotion ab, Thema der Dissertation war Die Beeinflussung der Antikörper durch die Konzentration des injizierten Antigens. Bauchspieß war niedergelassener Orthopäde in Leipzig und arbeitete weit über das eigentliche Rentenalter hinaus in seinem Beruf.

## Schriften
- Ausgewählte sportmedizinische Beiträge zur Leistungsentwicklung in den Sportspielarten, DHfK, Leipzig 1981 (Studienmaterial zum Lehrgebiet Theorie und Methodik des Trainings der Sportarten – Sportartengruppe: Sportspielarten, Spezialausbildung)